# Cereus trigonodendron
Cereus trigonodendron là một loài thực vật có hoa trong họ Cactaceae. Loài này được K.Schum. ex Vaupel mô tả khoa học đầu tiên năm 1913.